# Лукша Андрић
Лукша Андрић (Дубровник, 29. јануар 1985) је бивши хрватски кошаркаш. Играо је на позицијама крилног центра и центра.

## Каријера
Каријеру је почео Дубовнику а затим је играо за Дубраву, Цибону, Галатасарај, Цедевиту, Турк Телеком, Астану, Манресу и Солнок Олај где је завршио каријеру.
За сениорску репрезентацију Хрватске је играо на Европским првенствима – 2011 и 2013. као и на Светским првенствима – 2010. и 2014. године.

## Успеси

### Клупски
- Цибона:
  - Првенство Хрватске (4): 2005/06, 2006/07, 2008/09, 2009/10.
  - Куп Хрватске (1): 2009.
- Галатасарај:
  - Куп Председника (1): 2011.
- Астана:
  - Првенство Казахстана (1): 2014/15.
- Солнок Олај:
  - Првенство Мађарске (1): 2017/18.
  - Куп Мађарске (2): 2018, 2019.

### Репрезентативни
- Медитеранске игре:  2009.